# Ciclul solar 22

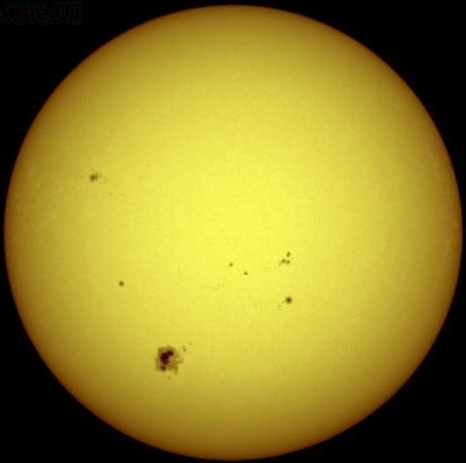
Soarele cu câteva pete solare vizibile. Cele două pete mici din mijloc au aproximativ același diametru cu cel al planetei noastre, Pământul.

Ciclul solar 22 este cel de-al 22-lea ciclu solar din 1755, când a început monitorizarea intensivă a activității și petelor solare. Ciclul solar a durat 9,9 ani, începând în septembrie 1986 și încheindu-se în august 1996. Numărul maxim ponderat de pete solare observat în timpul ciclului solar 22 a fost de 212,5 (noiembrie 1989), iar minimul inițial a fost de 13,5. În timpul tranzitului minim de la ciclul solar 22 la 23, au existat un total de 309 zile fără pete solare.

## Furtuna geomagnetică din martie 1989
Cea mai intensă erupție solară a ciclului a avut loc în martie 1989, fiind clasificată ca fiind „severă”, cu indicele K, cea mai mare evaluare de pe scară.
În martie 1989, o furtună geomagnetică puternică a provocat prăbușirea sistemului de transport al energiei electrice al Hydro-Québec. Furtuna geomagnetică care a provocat acest eveniment a fost rezultatul unei ejecții de masă coronală (EMC) la 9 martie 1989. Cu câteva zile înainte, pe 6 martie 1989, avusese loc și o erupție solară X15 foarte puternică. Pe 13 martie 1989, la ora 2:44, o furtună geomagnetică severă a lovit Pământul. 
Furtuna a început pe Pământ cu aurore extrem de intense la poli. Aurorele au putut fi văzute până în sudul statului Texas. Întrucât acest fenomen s-a întâmplat în timpul Războiului Rece, mulți s-au temut că ar fi putut avea loc o primă lovitură nucleară. Alții au considerat că aurorele intense sunt asociate cu misiunea navetei spațiale STS-29, care a fost lansată pe 13 martie, la ora 9:57:00 AM. Explozia a provocat interferențe radio pe unde scurte, inclusiv întreruperea semnalelor radio de la Radio Europa Liberă / Radio Liberty în Rusia Sovietică. Inițial s-a crezut că semnalele au fost bruiate de către guvernul sovietic.

Pe măsură ce miezul nopții trecea, forțe electromagnetice invizibile își desfășurau propria bătălie crâncenă într-o arenă vastă delimitată de cerul de deasupra și de subteranele stâncoase ale Pământului. Un râu de particule încărcate și de electroni din ionosferă curgea de la vest la est, inducând curenți electrici puternici în sol, care pătrundeau în multe colțuri și crăpături naturale.

Unii sateliți de pe orbitele polare au pierdut controlul timp de mai multe ore. Comunicațiile satelitului meteorologic GOES au fost întrerupte, provocând pierderea imaginilor meteorologice. Satelitul de comunicații TDRS-1 al NASA a înregistrat peste 250 de anomalii cauzate de creșterea numărului de particule care au intrat în componentele sale electronice sensibile. Naveta spațială Discovery avea propriile sale probleme misterioase. Pe 13 martie, un senzor de pe unul dintre rezervoarele care alimentează cu hidrogen o celulă de combustibil a indicat valori neobișnuit de mari ale presiunii. Problema a dispărut la fel de misterios după ce furtuna solară s-a potolit.
Variațiile câmpului magnetic al Pământului au declanșat, de asemenea, întrerupătoarele de pe rețeaua electrică a Hydro-Québec. Liniile de transmisie foarte lungi ale companiei și faptul că cea mai mare parte a Quebecului se află pe un mare scut de roci au împiedicat curentul să circule prin Pământ, găsind o cale mai puțin rezistentă de-a lungul liniilor electrice de 735 kV.
Rețeaua electrică James Bay a fost deconectată în mai puțin de 90 de secunde, Québec înregistrând a doua pană masivă de curent în 11 luni. Pana de curent a durat 9 ore și a forțat compania să pună în aplicare diverse strategii de atenuare, inclusiv creșterea nivelului de declanșare, instalarea compensării în serie pe liniile de tensiune foarte înaltă și modernizarea diverselor proceduri de monitorizare și operaționale. Alte utilități din America de Nord, Regatul Unit, Europa de Nord și din alte părți au implementat programe de reducere a riscurilor asociate curenților induși geomagnetic.
Începând din 1995, furtunile geomagnetice și erupțiile solare au fost monitorizate de satelitul SOHO (în engleză, Solar and Heliospheric Observatory) al Agenției Spațiale Europene-NASA.

## Furtuna geomagnetică din august 1989
În august 1989, o altă furtună geomagnetică a afectat microcipurile, ducând la oprirea tuturor tranzacțiilor pe piața bursieră din Toronto[15]. Această furtună geomagnetică a fost cauzată de o erupție solară X20 foarte puternică, la 16 august 1989, care a fost chiar mai puternică decât erupția X15 din 6 martie 1989, menționată mai sus.

## Seisme solare descoperite
„Cutremurele solare” cauzate de erupțiile solare au fost observate pentru prima dată în timpul acestui ciclu. Acestea sunt unde acustice în mișcare, spre deosebire de undele staționare care constituie materialul helioseismologiei. Impulsul erupției lansează aceste unde din fotosferă, care pătrund adânc în interiorul Soarelui înainte de a se refracta înapoi la suprafață și de a apărea ca niște ondulații slabe, care se extind radial, îndepărtându-se de erupție, câteva zeci de minute mai târziu. Erupția în care aceste unde au fost observate pentru prima dată, SOL1996-07-09, a avut loc la mai mult de trei ani după ultimul eveniment major anterior.